# Kết quả thi đấu của Đội tuyển bóng đá quốc gia Việt Nam (2020–nay)
Dưới đây cung cấp thông tin chi tiết về các trận đấu bóng đá quốc tế của đội tuyển bóng đá quốc gia Việt Nam từ năm 2020 đến nay.

## Kết quả
| Chú thích | Chú thích |
| --------- | --------- |
|           | Thắng     |
|           | Hòa       |
|           | Bại       |

### 2020
| 26 tháng 3 Giao hữu                               | Việt Nam | Hủy | Kyrgyzstan | Bình Dương, Việt Nam |  |
| --:-- UTC+7                                       |          |     |            | Sân vận động: Gò Đậu |  |
| Ghi chú: Trận đấu đã bị hủy do đại dịch COVID-19. |          |     |            |                      |  |

| CXĐ Siêu cúp AFF–EAFF 2020                        | Việt Nam | Hủy | Hàn Quốc | Hà Nội, Việt Nam      |  |
| --:-- UTC+7                                       |          |     |          | Sân vận động: Mỹ Đình |  |
| Ghi chú: Trận đấu đã bị hủy do đại dịch COVID-19. |          |     |          |                       |  |

### 2021
| 31 tháng 5 Giao hữu | Jordan       | 1–1      | Việt Nam                 | Sharjah, Các Tiểu vương quốc Ả Rập Thống nhất                                                                           |  |
| 20:45 UTC+4         | - Faisal 11' | Chi tiết | - Al-Rawabdeh 40' (l.n.) | Sân vận động: Khalid bin Mohammed Lượng khán giả: 0 Trọng tài: Adel Ali Al Naqbi (Các Tiểu vương quốc Ả Rập Thống nhất) |  |

| 7 tháng 6 Vòng loại 2 World Cup 2022 | Việt Nam                                                                                  | 4–0      | Indonesia | Dubai, Các Tiểu vương quốc Ả Rập Thống nhất                                   |  |
| 20:45 UTC+4                          | - Nguyễn Tiến Linh 51' - Nguyễn Quang Hải 62' - Nguyễn Công Phượng 67' - Vũ Văn Thanh 74' | Chi tiết |           | Sân vận động: Al Maktoum Lượng khán giả: 225 Trọng tài: Ahmed Al-Ali (Jordan) |  |

| 11 tháng 6 Vòng loại 2 World Cup 2022 | Malaysia               | 1–2      | Việt Nam                                          | Dubai, Các Tiểu vương quốc Ả Rập Thống nhất                                   |  |
| 20:45 UTC+4                           | - de Paula 72' (ph.đ.) | Chi tiết | - Nguyễn Tiến Linh 27' - Quế Ngọc Hải 82' (ph.đ.) | Sân vận động: Al Maktoum Lượng khán giả: 335 Trọng tài: Sato Ryuji (Nhật Bản) |  |

| 15 tháng 6 Vòng loại 2 World Cup 2022 | UAE                                                   | 3–2      | Việt Nam                                       | Dubai, Các Tiểu vương quốc Ả Rập Thống nhất                                         |  |
| 20:45 UTC+4                           | - Salmeen 32' - Mabkhout 40' (ph.đ.) - Al Hammadi 50' | Chi tiết | - Nguyễn Tiến Linh 85' - Trần Minh Vương 90+3' | Sân vận động: Sân vận động Zabeel Lượng khán giả: 1.355 Trọng tài: Ali Sabah (Iraq) |  |

| 3 tháng 9 Vòng loại 3 World Cup 2022 | Ả Rập Xê Út                                                        | 3–1      | Việt Nam              | Riyadh, Ả Rập Xê Út                                                                     |  |
| 21:00 UTC+3                          | - Al-Dawsari 55' (ph.đ.) - Al-Shahrani 67' - Al-Shehri 80' (ph.đ.) | Chi tiết | - Nguyễn Quang Hải 3' | Sân vận động: Mrsool Park Lượng khán giả: 8.331 Trọng tài: Ilgiz Tantashev (Uzbekistan) |  |

| 7 tháng 9 Vòng loại 3 World Cup 2022 | Việt Nam | 0–1      | Úc          | Hà Nội, Việt Nam                                                                 |  |
| 19:00 UTC+7                          |          | Chi tiết | - Grant 43' | Sân vận động: Mỹ Đình Lượng khán giả: 0 Trọng tài: Abdulrahman Al-Jassim (Qatar) |  |

| 7 tháng 10 Vòng loại 3 World Cup 2022 | Trung Quốc                               | 3–2      | Việt Nam                                | Sharjah, Các Tiểu vương quốc Ả Rập Thống nhất                                                                                          |  |
| 21:00 UTC+4                           | - Trương Vũ Ninh 53' - Vũ Lỗi 75', 90+5' | Chi tiết | - Hồ Tấn Tài 80' - Nguyễn Tiến Linh 90' | Sân vận động: Sân vận động Sharjah Lượng khán giả: 0 Trọng tài: Mohammed Abdulla Hassan Mohamed (Các Tiểu vương quốc Ả Rập Thống nhất) |  |

| 12 tháng 10 Vòng loại 3 World Cup 2022 | Oman                                                      | 3–1      | Việt Nam               | Muscat, Oman                                                                                                |  |
| 20:00 UTC+4                            | - Al Sabhi 45+1' - Al-Khaldi 49' - Al-Yahyaei 63' (ph.đ.) | Chi tiết | - Nguyễn Tiến Linh 39' | Sân vận động: Khu liên hợp thể thao Sultan Qaboos Lượng khán giả: 9.123 Trọng tài: Adham Makhadmeh (Jordan) |  |

| 11 tháng 11 Vòng loại 3 World Cup 2022 | Việt Nam | 0–1      | Nhật Bản  | Hà Nội, Việt Nam |  |
| 19:00 UTC+7                            |          | Chi tiết | - Ito 17' | Sân vận động: Mỹ Đình Lượng khán giả: 11.022 Trọng tài: Mohammed Abdulla Hassan Mohamed (Các Tiểu vương quốc Ả Rập Thống nhất) |  |

| 16 tháng 11 Vòng loại 3 World Cup 2022 | Việt Nam | 0–1      | Ả Rập Xê Út     | Hà Nội, Việt Nam                                                            |  |
| 19:00 UTC+7                            |          | Chi tiết | - Al-Shehri 31' | Sân vận động: Mỹ Đình Lượng khán giả: 9.669 Trọng tài: Hanna Hattab (Syria) |  |

| 6 tháng 12 AFF Suzuki Cup 2020 | Lào | 0–2      | Việt Nam                                    | Bishan, Singapore                                                                 |  |
| 20:30 UTC+8                    |     | Chi tiết | - Nguyễn Công Phượng 26' - Phan Văn Đức 55' | Sân vận động: Bishan Lượng khán giả: 812 Trọng tài: Ahmad Yacoub Ibrahim (Jordan) |  |

| 12 tháng 12 AFF Suzuki Cup 2020 | Việt Nam                                                               | 3–0      | Malaysia | Bishan, Singapore                                                                |  |
| 20:30 UTC+8                     | - Nguyễn Quang Hải 32' - Nguyễn Công Phượng 36' - Nguyễn Hoàng Đức 89' | Chi tiết |          | Sân vận động: Bishan Lượng khán giả: 976 Trọng tài: Ahmed Faisal Al-Ali (Jordan) |  |

| 15 tháng 12 AFF Suzuki Cup 2020 | Indonesia | 0–0      | Việt Nam | Bishan, Singapore                                                           |  |
| 20:30 UTC+8                     |           | Chi tiết |          | Sân vận động: Bishan Lượng khán giả: 928 Trọng tài: Kim Dae-yong (Hàn Quốc) |  |

| 19 tháng 12 AFF Suzuki Cup 2020 | Việt Nam                                                              | 4–0      | Campuchia | Bishan, Singapore                                                            |  |
| 20:30 UTC+8                     | - Nguyễn Tiến Linh 3', 27' - Bùi Tiến Dũng 55' - Nguyễn Quang Hải 57' | Chi tiết |           | Sân vận động: Bishan Lượng khán giả: 909 Trọng tài: Yaqoob Abdul Baki (Oman) |  |

| 23 tháng 12 AFF Suzuki Cup 2020 | Việt Nam | 0–2      | Thái Lan             | Kallang, Singapore                                                                |  |
| 20:30                           |          | Chi tiết | - Chanathip 14', 23' | Sân vận động: Quốc gia Lượng khán giả: 7.355 Trọng tài: Saoud Ali Al-Adba (Qatar) |  |

| 26 tháng 12 AFF Suzuki Cup 2020 | Thái Lan | 0–0 (TTS 2–0) | Việt Nam | Kallang, Singapore                                                                    |  |
| 20:30 UTC+8                     |          | Chi tiết      |          | Sân vận động: Quốc gia Lượng khán giả: 8.121 Trọng tài: Ahmad Yacoub Ibrahim (Jordan) |  |

### 2022
| 27 tháng 1 Vòng loại 3 World Cup 2022 | Úc                                                      | 4–0      | Việt Nam | Melbourne, Úc                                                                                 |  |
| 20:10 UTC+11                          | - Maclaren 30' - Rogic 45+2' - Goodwin 72' - McGree 76' | Chi tiết |          | Sân vận động: Melbourne Rectangular Lượng khán giả: 27.740 Trọng tài: Ko Hyung-jin (Hàn Quốc) |  |

| 1 tháng 2 Vòng loại 3 World Cup 2022 | Việt Nam                                                  | 3–1      | Trung Quốc     | Hà Nội, Việt Nam                                                                 |  |
| 19:00 UTC+7                          | - Hồ Tấn Tài 9' - Nguyễn Tiến Linh 16' - Phan Văn Đức 76' | Chi tiết | - Từ Tân 90+7' | Sân vận động: Mỹ Đình Lượng khán giả: 6.099 Trọng tài: Nawaf Shukralla (Bahrain) |  |

| 24 tháng 3 Vòng loại 3 World Cup 2022 | Việt Nam | 0–1      | Oman           | Hà Nội, Việt Nam                                                            |  |
| 19:00 UTC+7                           |          | Chi tiết | - Al-Hajri 65' | Sân vận động: Mỹ Đình Lượng khán giả: 6.923 Trọng tài: Hanna Hattab (Syria) |  |

| 29 tháng 3 Vòng loại 3 World Cup 2022 | Nhật Bản      | 1–1      | Việt Nam                | Saitama, Nhật Bản                                                                         |  |
| 19:35 UTC+9                           | - Yoshida 54' | Chi tiết | - Nguyễn Thanh Bình 19' | Sân vận động: Saitama 2002 Lượng khán giả: 44.600 Trọng tài: Ilgiz Tantashev (Uzbekistan) |  |

| 1 tháng 6 Giao hữu | Việt Nam                 | 2–0                               | Afghanistan | Thành phố Hồ Chí Minh, Việt Nam                                                   |  |
| 19:00 UTC+7        | - Phạm Tuấn Hải 33', 88' | Nam/afghanistan/3787119/ Chi tiết |             | Sân vận động: Thống Nhất Lượng khán giả: 16.500 Trọng tài: Ngô Duy Lân (Việt Nam) |  |

| 21 tháng 9 VFF Cup 2022 | Việt Nam                                                                              | 4–0 | Singapore | Thành phố Hồ Chí Minh, Việt Nam                                     |  |
| 19:00 UTC+7             | - Nguyễn Văn Quyết 37' - Nguyễn Thanh Nhân 50' - Hồ Tấn Tài 71' - Khuất Văn Khang 84' |     |           | Sân vận động: Thống Nhất Trọng tài: Clifford Daypuyat (Philippines) |  |

| 27 tháng 9 VFF Cup 2022 | Việt Nam                                                        | 3–0 | Ấn Độ | Thành phố Hồ Chí Minh, Việt Nam                                     |  |
| 19:00 UTC+7             | - Phan Văn Đức 10' - Nguyễn Văn Toàn 49' - Nguyễn Văn Quyết 70' |     |       | Sân vận động: Thống Nhất Trọng tài: Clifford Daypuyat (Philippines) |  |

| 30 tháng 11 Giao hữu kết hợp1 | Việt Nam                                           | 2–1 | Borussia Dortmund   | Hà Nội, Việt Nam      |  |
| 20:00 UTC+7                   | - Nguyễn Tiến Linh 36' - Phạm Tuấn Hải 90' (ph.đ.) |     | - Donyell Malen 13' | Sân vận động: Mỹ Đình |  |

| 14 tháng 12 Giao hữu | Việt Nam                 | 1–0 | Philippines | Hà Nội , Việt Nam                                           |  |
| 18:00 UTC+7          | - Nguyễn Văn Quyết 90+2' |     |             | Sân vận động: Hàng Đẫy Trọng tài: Wiwat Jumpaoon (Thái Lan) |  |

| 21 tháng 12 AFF Cup 2022 | Lào | 0–6 | Việt Nam | Viêng Chăn, Lào                                                                                          |  |
| 19:00 UTC+7              |     |     | - Nguyễn Tiến Linh 15' - Đỗ Hùng Dũng 43' - Hồ Tấn Tài 55' - Đoàn Văn Hậu 58' - Nguyễn Văn Toàn 82' - Vũ Văn Thanh 90+1' | Sân vận động: Sân vận động Quốc gia Lào mới Lượng khán giả: 10.240 Trọng tài: Kasahara Hiroki (Nhật Bản) |  |

| 27 tháng 12 AFF Cup 2022 | Việt Nam                                                                 | 3–0      | Malaysia | Hà Nội, Việt Nam                                                              |  |
| 19:30 UTC+7              | - Nguyễn Tiến Linh 28' - Quế Ngọc Hải 64' (ph.đ.) - Nguyễn Hoàng Đức 83' | Chi tiết |          | Sân vận động: Mỹ Đình Lượng khán giả: 17.545 Trọng tài: Sato Ryuji (Nhật Bản) |  |

| 30 tháng 12 AFF Cup 2022 | Singapore | 0–0      | Việt Nam | Kallang, Singapore                                                                    |  |
| 20:30 UTC+8              |           | Chi tiết |          | Sân vận động: Jalan Besar Lượng khán giả: 5.434 Trọng tài: Hiroki Kasahara (Nhật Bản) |  |

### 2023
| 3 tháng 1 AFF Cup 2022 | Việt Nam                                                               | 3–0      | Myanmar | Hà Nội, Việt Nam                                                                 |  |
| 19:30 UTC+7            | - Kyaw Zin Lwin 8' (l.n.) - Nguyễn Tiến Linh 27' - Châu Ngọc Quang 72' | Chi tiết |         | Sân vận động: Mỹ Đình Lượng khán giả: 11.575 Trọng tài: Choi Hyun-jai (Hàn Quốc) |  |

| 6 tháng 1 AFF Cup 2022 | Indonesia | 0–0      | Việt Nam | Jakarta, Indonesia                                                                       |  |
| 16:30 UTC+7            |           | Chi tiết |          | Sân vận động: Gelora Bung Karno Lượng khán giả: 49.595 Trọng tài: Omar Al-Yaqoubi (Oman) |  |

| 9 tháng 1 AFF Cup 2022 | Việt Nam                   | 2–0 (TTS 2–0) | Indonesia | Hà Nội, Việt Nam                                                                |  |
| 19:30 UTC+7            | - Nguyễn Tiến Linh 3', 47' | Chi tiết      |           | Sân vận động: Mỹ Đình Lượng khán giả: 23.989 Trọng tài: Araki Yusuke (Nhật Bản) |  |

| 13 tháng 1 AFF Cup 2022 | Việt Nam                                  | 2–2      | Thái Lan                   | Hà Nội, Việt Nam                                                                |  |
| 19:30 UTC+7             | - Nguyễn Tiến Linh 24' - Vũ Văn Thanh 88' | Chi tiết | - Poramet 48' - Sarach 63' | Sân vận động: Mỹ Đình Lượng khán giả: 38.539 Trọng tài: Ko Hyung-jin (Hàn Quốc) |  |

| 16 tháng 1 AFF Cup 2022 | Thái Lan         | 1–0 (TTS 3–2) | Việt Nam | Pathum Thani, Thái Lan                                                           |  |
| 19:30 UTC+7             | - Theerathon 24' | Chi tiết      |          | Sân vận động: Thammasat Lượng khán giả: 19.306 Trọng tài: Iida Jumpei (Nhật Bản) |  |

| 15 tháng 6 Giao hữu | Việt Nam                   | 1–0      | Hồng Kông | Hải Phòng, Việt Nam                                          |  |
| 19:30 UTC+7         | - Quế Ngọc Hải 32' (ph.đ.) | Chi tiết |           | Sân vận động: Lạch Tray Trọng tài: Suhaizi Shukri (Malaysia) |  |

| 20 tháng 6 Giao hữu | Việt Nam            | 1–0 | Syria | Nam Định, Việt Nam                                                         |  |
| 19:30 UTC+7         | - Phạm Tuấn Hải 49' |     |       | Sân vận động: Thiên Trường Trọng tài: Mohd Yaasin Mohd Hanafiah (Malaysia) |  |

| 11 tháng 9 Giao hữu | Việt Nam                                     | 2–0                                | Palestine | Nam Định, Việt Nam                                              |  |
| 19:30 UTC+7         | - Nguyễn Công Phượng 61' - Phạm Tuấn Hải 78' | Nam-vs-palestine/3145985/ Chi tiết |           | Sân vận động: Thiên Trường Trọng tài: Muhammad Taqi (Singapore) |  |

| 10 tháng 10 Giao hữu | Trung Quốc                        | 2–0 | Việt Nam | Đại Liên, Trung Quốc                                                           |  |
| 19:35 UTC+8          | - Wang Qiuming 56' - Vũ Lỗi 90+8' |     |          | Sân vận động: Trung tâm Thể thao Đại Liên Trọng tài: Woo Chun Sing (Hồng Kông) |  |

| 13 tháng 10 Giao hữu | Việt Nam | 0–2 | Uzbekistan                  | Đại Liên, Trung Quốc                                                                                       |  |
| 19:35 UTC+8          |          |     | - Urunov 27' - Aliqulov 66' | Sân vận động: Học viên bóng đá chuyên nghiệp Đại Liên Lượng khán giả: 0 Trọng tài: Trương Lôi (Trung Quốc) |  |

| 17 tháng 10 Giao hữu | Hàn Quốc | 6–0 | Việt Nam | Suwon, Hàn Quốc                                                                                |  |
| 20:00 UTC+9          | - Kim Min-jae 5' - Hwang Hee-chan 27' - Võ Minh Trọng 50' (l.n.) - Son Heung-min 61' - Lee Kang-in 70' - Jeong Woo-yeong 86' |     |          | Sân vận động: World Cup Suwon Lượng khán giả: 44.000 Trọng tài: Amirul Izwan Yaacob (Malaysia) |  |

| 16 tháng 11 Vòng loại 2 World Cup 2026 | Philippines | 0–2                        | Việt Nam                                      | Manila, Philippines                                                                          |  |
| 19:00 UTC+8                            |             | Report (FIFA) Report (AFC) | - Nguyễn Văn Toàn 16' - Nguyễn Đình Bắc 90+4' | Sân vận động: Rizal Memorial Lượng khán giả: 10.378 Trọng tài: Rustam Lutfullin (Uzbekistan) |  |

| 21 tháng 11 Vòng loại 2 World Cup 2026 | Việt Nam | 0–1                        | Iraq        | Hà Nội, Việt Nam                                                                 |  |
| 19:00 UTC+7                            |          | Report (FIFA) Report (AFC) | - Ali 90+7' | Sân vận động: Mỹ Đình Lượng khán giả: 20.568 Trọng tài: Abdulla Al-Marri (Qatar) |  |

### 2024
| 9 tháng 1 Giao hữu không chính thức | Kyrgyzstan                          | 2–1 | Việt Nam              | Doha, Qatar                                                |  |
| 16:00 UTC+3                         | - Joel Kojo 31' - Ayzar Akmatov 75' |     | - Trương Tiến Anh 63' | Sân vận động: Trung tâm Thể thao Al Egla Lượng khán giả: 0 |  |

| 14 tháng 1 Asian Cup 2023 | Nhật Bản                                        | 4–2      | Việt Nam                                  | Doha, Qatar                                                                          |  |
| 14:30 UTC+3               | - Minamino 11', 45' - Nakamura 45+5' - Ueda 85' | Chi tiết | - Nguyễn Đình Bắc 16' - Phạm Tuấn Hải 33' | Sân vận động: Al Thumama Lượng khán giả: 17.385 Trọng tài: Kim Jong-hyeok (Hàn Quốc) |  |

| 19 tháng 1 Asian Cup 2023 | Việt Nam | 0–1      | Indonesia        | Doha, Qatar                                                                                        |  |
| 17:30 UTC+3               |          | Chi tiết | - Asnawi 42' (p) | Sân vận động: Abdullah bin Khalifa Lượng khán giả: 7.253 Trọng tài: Sadullo Gulmurodi (Tajikistan) |  |

| 24 tháng 1 Asian Cup 2023 | Iraq                                   | 3–2      | Việt Nam                                          | Doha, Qatar                                                                                 |  |
| 14:30 UTC+3               | - Sulaka 47' - Hussein 73', 90+12' (p) | Chi tiết | - Bùi Hoàng Việt Anh 42' - Nguyễn Quang Hải 90+1' | Sân vận động: Jassim bin Hamad Lượng khán giả: 8.932 Trọng tài: Nazmi Nasaruddin (Malaysia) |  |

| 21 tháng 3 Vòng loại 2 World Cup 2026 | Indonesia | 1–0                        | Việt Nam | Jakarta, Indonesia                                                                      |  |
| 20:30 UTC+7                           | Egy 52'   | Report (FIFA) Report (AFC) |          | Sân vận động: Gelora Bung Karno Lượng khán giả: 57.696 Trọng tài: Salman Falahi (Qatar) |  |

| 26 tháng 3 Vòng loại 2 World Cup 2026 | Việt Nam | 0–3                        | Indonesia                                           | Hà Nội , Việt Nam                                                            |  |
| 19:00 UTC+7                           |          | Report (FIFA) Report (AFC) | Jay Idzes 9' Oratmangoen 23' Ramadhan Sananta 90+8' | Sân vận động: Mỹ Đình Lượng khán giả: 27.832 Trọng tài: Alireza Faghani (Úc) |  |

| 6 tháng 6 Vòng loại 2 World Cup 2026 | Việt Nam                                          | 3–2                        | Philippines                                | Hà Nội, Việt Nam                                                             |  |
| 19:00 UTC+7                          | - Nguyễn Tiến Linh 65', 76' - Phạm Tuấn Hải 90+5' | Report (FIFA) Report (AFC) | - Patrick Reichelt 62' - Kevin Ingreso 89' | Sân vận động: Mỹ Đình Lượng khán giả: 11.568 Trọng tài: Hanna Hattab (Syria) |  |

| 11 tháng 6 Vòng loại 2 World Cup 2026 | Iraq                                     | 3–1                        | Việt Nam            | Basra, Iraq                                                                                              |  |
| 21:00 UTC+3                           | - H. Ali 12' - Jasim 71' - Hussein 90+2' | Report (FIFA) Report (AFC) | - Phạm Tuấn Hải 84' | Sân vận động: Basra Lượng khán giả: 42.791 Trọng tài: Omar Al-Ali (Các Tiểu vương quốc Ả Rập Thống nhất) |  |

| 5 tháng 9 LPBank Cup 2024 | Việt Nam | 0–3      | Nga                                                    | Hà Nội, Việt Nam                                                                |  |
| 20:00 UTC+7               |          | Chi tiết | - Kuzyayev 24' - Vũ Văn Thanh 62' (l.n.) - Musayev 77' | Sân vận động: Mỹ Đình Lượng khán giả: 5.315 Trọng tài: Yusri Mohamad (Malaysia) |  |

| 10 tháng 9 LPBank Cup 2024 | Việt Nam               | 1–2      | Thái Lan                        | Hà Nội, Việt Nam                                                                 |  |
| 20:00 UTC+7                | - Nguyễn Tiến Linh 21' | Chi tiết | - Suphanat 26' - Gustavsson 40' | Sân vận động: Mỹ Đình Lượng khán giả: 3.462 Trọng tài: Suhaizi Shukri (Malaysia) |  |

| 9 tháng 10 VFF Cup 2024                                                                       | Việt Nam | Hủy      | Ấn Độ | Nam Định, Việt Nam         |  |
| 18:00 UTC+7                                                                                   |          | Chi tiết |       | Sân vận động: Thiên Trường |  |
| Ghi chú: Giải đấu bị hủy khi đội tuyển Liban rút lui do chiến sự giữa quốc gia này với Israel |          |          |       |                            |  |

| 9 tháng 10 Giao hữu hỗn hợp1 | Việt Nam                       | 3–2      | Thép Xanh Nam Định | Hà Nội, Việt Nam                                                       |  |
| 17:00 UTC+7 | - Nguyễn Thái Sơn - Bùi Vĩ Hào | Chi tiết | - Silva - Wálber   | Sân vận động: Trung tâm đào tạo bóng đá trẻ Việt Nam Lượng khán giả: 0 |  |
| Ghi chú: Do đội tuyển Liban bất ngờ rút lui khỏi VFF Cup 2024 cùng với thời gian hạn chế để tìm đối thủ thay thế, Việt Nam chọn đội đương kim vô địch V-League 1 Thép Xanh Nam Định làm đối thủ giao hữu, đồng thời hủy giải VFF Cup 2024 |                                |          |                    |                                                                        |  |

| 12 tháng 10 Giao hữu | Việt Nam         | 1–1      | Ấn Độ           | Nam Định, Việt Nam                                                                   |  |
| 19:30 UTC+7          | - Bùi Vĩ Hào 38' | Chi tiết | - Choudhary 53' | Sân vận động: Thiên Trường Lượng khán giả: 8.239 Trọng tài: Choi Hyun-jai (Hàn Quốc) |  |

| 15 tháng 10 VFF Cup 2024                                                                      | Việt Nam | Hủy      | Liban | Nam Định, Việt Nam         |  |
| --:-- UTC+7                                                                                   |          | Chi tiết |       | Sân vận động: Thiên Trường |  |
| Ghi chú: Giải đấu bị hủy khi đội tuyển Liban rút lui do chiến sự giữa quốc gia này với Israel |          |          |       |                            |  |

| 9 tháng 12 Vòng bảng ASEAN Cup 2024 | Lào                      | 1–4 | Việt Nam                                                                               | Viêng Chăn, Lào                                                                                   |  |
| 20:00 UTC+7                         | - Bounkong 90+5' (ph.đ.) |     | - Nguyễn Hai Long 58' - Nguyễn Tiến Linh 63' - Nguyễn Văn Toàn 69' - Nguyễn Văn Vĩ 82' | Sân vận động: Sân vận động Quốc gia Lào Lượng khán giả: 10.685 Trọng tài: Ko Hyung-jin (Hàn Quốc) |  |

| 15 tháng 12 Vòng bảng ASEAN Cup 2024 | Việt Nam               | 1–0 | Indonesia | Phú Thọ, Việt Nam                                                                         |  |
| 20:00 UTC+7                          | - Nguyễn Quang Hải 77' |     |           | Sân vận động: Việt Trì Lượng khán giả: 16.669 Trọng tài: Abdullah Al Shehri (Ả Rập Xê Út) |  |

| 18 tháng 12 Vòng bảng ASEAN Cup 2024 | Philippines  | 1–1 | Việt Nam              | Manila, Philippines                                                                                |  |
| 20:00 UTC+7                          | - Gayoso 68' |     | - Doãn Ngọc Tân 90+7' | Sân vận động: Rizal Memorial Lượng khán giả: 3.346 Trọng tài: Akobirxuja Shukurullaev (Uzbekistan) |  |

| 21 tháng 12 Vòng bảng ASEAN Cup 2024 | Việt Nam                                                                                    | 5–0 | Myanmar | Phú Thọ, Việt Nam                                                                 |  |
| 20:00 UTC+7                          | - Bùi Vĩ Hào 48' - Nguyễn Xuân Son 55', 90' - Nguyễn Quang Hải 74' - Nguyễn Tiến Linh 90+2' |     |         | Sân vận động: Việt Trì Lượng khán giả: 16.869 Trọng tài: Koki Nagamine (Nhật Bản) |  |

| 26 tháng 12 Bán kết lượt đi ASEAN Cup 2024 | Singapore | 0–2 | Việt Nam                                                   | Kallang, Singapore                                                                 |  |
| 21:00 UTC+8                                |           |     | - Nguyễn Tiến Linh 90+11' (ph.đ.) - Nguyễn Xuân Son 90+14' | Sân vận động: Jalan Besar Lượng khán giả: 3.400 Trọng tài: Kim Woo-Sung (Hàn Quốc) |  |

| 29 tháng 12 Bán kết lượt về ASEAN Cup 2024 | Việt Nam                                                              | 3–1 (TTS 5–1) | Singapore      | Phú Thọ, Việt Nam                                                                      |  |
| 20:00 UTC+7                                | - Nguyễn Xuân Son 45+1' (ph.đ.), 63' - Nguyễn Tiến Linh 90+3' (ph.đ.) |               | - Nakamura 74' | Sân vận động: Việt Trì Lượng khán giả: 15.583 Trọng tài: Rustam Lutfullin (Uzbekistan) |  |

### 2025
| 2 tháng 1 Chung kết lượt đi ASEAN Cup 2024 | Việt Nam                   | 2–1 | Thái Lan     | Phú Thọ, Việt Nam                                                              |  |
| 20:00 UTC+7                                | - Nguyễn Xuân Son 59', 73' |     | - Aukkee 83' | Sân vận động: Việt Trì Lượng khán giả: 15.604 Trọng tài: Salman Falahi (Qatar) |  |

| 5 tháng 1 Chung kết lượt về ASEAN Cup 2024 | Thái Lan                 | 2–3 (TTS 3–5) | Việt Nam                                                     | Băng Cốc, Thái Lan                                                                  |  |
| 20:00 UTC+7                                | Davis 28' · Supachok 64' |               | Phạm Tuấn Hải 8' · Pansa 82' (l.n.) · Nguyễn Hai Long 90+20' | Sân vận động: Rajamangala Lượng khán giả: 46.982 Trọng tài: Ko Hyung-jin (Hàn Quốc) |  |

| 19 tháng 3 Giao hữu | Việt Nam                              | 2–1 | Campuchia  | Bình Dương, Việt Nam                                      |  |
| 19:30 UTC+7         | Nguyễn Hai Long 26' Nguyễn Văn Vĩ 35' |     | Samuel 64' | Sân vận động: Gò Đậu Trọng tài: Đàm Bỉnh Hoán (Hồng Kông) |  |

| 25 tháng 3 Vòng loại Asian Cup 2027 | Việt Nam                                                                                    | 5–0 | Lào | Bình Dương, Việt Nam                                                           |  |
| 19:30 UTC+7                         | - Châu Ngọc Quang 11' - Nguyễn Văn Vĩ 44', 50' - Nguyễn Hai Long 63' - Nguyễn Quang Hải 84' |     |     | Sân vận động: Gò Đậu Lượng khán giả: 11.068 Trọng tài: Mohammad Al-Mulla (UAE) |  |

| 10 tháng 6 Vòng loại Asian Cup 2027 | Malaysia                                                         | 4–0 | Việt Nam | Kuala Lumpur, Malaysia                                                                                      |  |
| 21:00 UTC+8                         | - Figueiredo 49' - Holgado 58' - Corbin-Ong 67' - Dion Cools 88' |     |          | Sân vận động: Sân vận động Quốc gia Bukit Jalil Lượng khán giả: 61.512 Trọng tài: Hussein Abu Yehia (Liban) |  |

| 9 tháng 10 Vòng loại Asian Cup 2027 | Việt Nam | v | Nepal | Bình Dương, Việt Nam |
|                                     |          |   |       | Sân vận động: Gò Đậu |

| 14 tháng 10 Vòng loại Asian Cup 2027 | Nepal | v | Việt Nam | Nepal |  |
|                                      |       |   |          |       |  |

| 18 tháng 11 Vòng loại Asian Cup 2027 | Lào | v | Việt Nam | Viêng Chăn, Lào |
| --:-- UTC+7                          |     |   |          |                 |

### 2026
| 31 tháng 3 Vòng loại Asian Cup 2027 | Việt Nam | v | Malaysia | Bình Dương, Việt Nam |
|                                     |          |   |          | Sân vận động: Gò Đậu |

## Thành tích đối đầu
| Thành tích đối đầu của đội tuyển bóng đá quốc gia Việt Nam | Thành tích đối đầu của đội tuyển bóng đá quốc gia Việt Nam | Thành tích đối đầu của đội tuyển bóng đá quốc gia Việt Nam | Thành tích đối đầu của đội tuyển bóng đá quốc gia Việt Nam | Thành tích đối đầu của đội tuyển bóng đá quốc gia Việt Nam | Thành tích đối đầu của đội tuyển bóng đá quốc gia Việt Nam | Thành tích đối đầu của đội tuyển bóng đá quốc gia Việt Nam | Thành tích đối đầu của đội tuyển bóng đá quốc gia Việt Nam | Thành tích đối đầu của đội tuyển bóng đá quốc gia Việt Nam | Thành tích đối đầu của đội tuyển bóng đá quốc gia Việt Nam |
| Đối thủ                                                    | Số trận                                                    | Thắng                                                      | Hòa                                                        | Thua                                                       | Bàn thắng                                                  | Bàn thua                                                   | HSBT                                                       | Điểm                                                       |                                                            |
| ---------------------------------------------------------- | ---------------------------------------------------------- | ---------------------------------------------------------- | ---------------------------------------------------------- | ---------------------------------------------------------- | ---------------------------------------------------------- | ---------------------------------------------------------- | ---------------------------------------------------------- | ---------------------------------------------------------- | ---------------------------------------------------------- |
| Afghanistan                                                | 1                                                          | 1                                                          | 0                                                          | 0                                                          | 2                                                          | 0                                                          | +2                                                         | 3                                                          |                                                            |
| Úc                                                         | 2                                                          | 0                                                          | 0                                                          | 2                                                          | 0                                                          | 5                                                          | –5                                                         | 0                                                          |                                                            |
| Campuchia                                                  | 1                                                          | 1                                                          | 0                                                          | 0                                                          | 4                                                          | 0                                                          | +4                                                         | 3                                                          |                                                            |
| Trung Quốc                                                 | 3                                                          | 1                                                          | 0                                                          | 2                                                          | 5                                                          | 6                                                          | -1                                                         | 3                                                          |                                                            |
| Hồng Kông                                                  | 1                                                          | 1                                                          | 0                                                          | 0                                                          | 1                                                          | 0                                                          | +1                                                         | 3                                                          |                                                            |
| Ấn Độ                                                      | 1                                                          | 1                                                          | 0                                                          | 0                                                          | 3                                                          | 0                                                          | +3                                                         | 3                                                          |                                                            |
| Indonesia                                                  | 6                                                          | 2                                                          | 2                                                          | 2                                                          | 6                                                          | 2                                                          | +4                                                         | 2                                                          |                                                            |
| Nhật Bản                                                   | 3                                                          | 0                                                          | 1                                                          | 2                                                          | 3                                                          | 6                                                          | –3                                                         | 1                                                          |                                                            |
| Iraq                                                       | 2                                                          | 0                                                          | 0                                                          | 2                                                          | 2                                                          | 4                                                          | –2                                                         | 0                                                          |                                                            |
| Jordan                                                     | 1                                                          | 0                                                          | 1                                                          | 0                                                          | 1                                                          | 1                                                          | 0                                                          | 1                                                          |                                                            |
| Kyrgyzstan                                                 | 1                                                          | 0                                                          | 0                                                          | 1                                                          | 1                                                          | 2                                                          | –1                                                         | 0                                                          |                                                            |
| Lào                                                        | 2                                                          | 2                                                          | 0                                                          | 0                                                          | 8                                                          | 0                                                          | +8                                                         | 6                                                          |                                                            |
| Malaysia                                                   | 3                                                          | 3                                                          | 0                                                          | 0                                                          | 8                                                          | 1                                                          | +4                                                         | 6                                                          |                                                            |
| Myanmar                                                    | 1                                                          | 1                                                          | 0                                                          | 0                                                          | 3                                                          | 0                                                          | +3                                                         | 3                                                          |                                                            |
| Nepal                                                      |                                                            |                                                            |                                                            |                                                            |                                                            |                                                            |                                                            |                                                            |                                                            |
| Oman                                                       | 2                                                          | 0                                                          | 0                                                          | 2                                                          | 1                                                          | 4                                                          | –3                                                         | 0                                                          |                                                            |
| Palestine                                                  | 1                                                          | 1                                                          | 0                                                          | 0                                                          | 2                                                          | 0                                                          | +2                                                         | 3                                                          |                                                            |
| Philippines                                                | 1                                                          | 1                                                          | 0                                                          | 0                                                          | 2                                                          | 0                                                          | +2                                                         | 3                                                          |                                                            |
| Ả Rập Xê Út                                                | 2                                                          | 0                                                          | 0                                                          | 2                                                          | 1                                                          | 4                                                          | –3                                                         | 0                                                          |                                                            |
| Singapore                                                  | 2                                                          | 1                                                          | 1                                                          | 0                                                          | 4                                                          | 0                                                          | +4                                                         | 4                                                          |                                                            |
| Hàn Quốc                                                   | 1                                                          | 0                                                          | 0                                                          | 1                                                          | 0                                                          | 6                                                          | –6                                                         | 0                                                          |                                                            |
| Syria                                                      | 1                                                          | 1                                                          | 0                                                          | 0                                                          | 1                                                          | 0                                                          | +1                                                         | 3                                                          |                                                            |
| Thái Lan                                                   | 4                                                          | 0                                                          | 2                                                          | 2                                                          | 2                                                          | 5                                                          | –3                                                         | 2                                                          |                                                            |
| UAE                                                        | 1                                                          | 0                                                          | 0                                                          | 1                                                          | 2                                                          | 3                                                          | –1                                                         | 0                                                          |                                                            |
| Uzbekistan                                                 | 1                                                          | 0                                                          | 0                                                          | 1                                                          | 0                                                          | 2                                                          | –2                                                         | 0                                                          |                                                            |